# Kanton Saint-Laurent-en-Grandvaux
Saint-Laurent-en-Grandvaux is een kanton van het Franse departement Jura. Het kanton maakt deel uit van de arrondissementen Saint-Claude (12) en Lons-le-Saunier (54).

## Gemeenten
Het kanton Saint-Laurent-en-Grandvaux omvatte tot 2014 de volgende 15 gemeenten:
- Bonlieu
- Chaux-des-Prés
- Château-des-Prés
- Denezières
- Fort-du-Plasne
- Grande-Rivière
- La Chaumusse
- La Chaux-du-Dombief
- Lac-des-Rouges-Truites
- Les Piards
- Prénovel
- Saint-Laurent-en-Grandvaux (hoofdplaats)
- Saint-Maurice-Crillat
- Saint-Pierre
- Saugeot

Na de herindeling van de kantons bij decreet van 17 februari 2014, met uitwerking op 22 maart 2015, omvatte het kanton 73 gemeenten.
Op 1 januari 2016:
- werden de gemeenten Esserval-Combe en Molpré toegevoegd aan de gemeente Mièges die daardoor het statuut van 'commune nouvelle' kreeg.
- werd de gemeente Communailles-en-Montagne toegevoegd aan de gemeente Mignovillard die daardoor het statuut van 'commune nouvelle' kreeg.
- werden de gemeenten Chaux-des-Prés en Prénovel samengevoegd tot de fusiegemeente (commune nouvelle) Nanchez, waaraan op 1 januari 2019 de gemeenten Villard-sur-Bienne (uit het kanton Saint-Claude) en Les Piards werden toegevoegd.

Op 1 januari 2019 werden de gemeenten Château-des-Prés en Grande-Rivière samengevoegd tot de fusiegemeente ('commune nouvelle') Grande-Rivière Château.
Het decreet van 5 maart 2020 heeft de grenzen van het kanton aangepast zodat de fusiegemeenten niet meer over twee kantons verspreid liggen.
Sindsdien omvat het kanton volgende 66 gemeenten:
- Arsure-Arsurette
- Barésia-sur-l'Ain
- Bief-des-Maisons
- Bief-du-Fourg
- Billecul
- Boissia
- Bonlieu
- Censeau
- Cerniébaud
- Les Chalesmes
- Charcier
- Charency
- Charézier
- La Chaumusse
- Chaux-des-Crotenay
- La Chaux-du-Dombief
- Chevrotaine
- Clairvaux-les-Lacs
- Cogna
- Conte
- Crans
- Cuvier
- Denezières
- Doucier
- Doye
- Entre-deux-Monts
- Esserval-Tartre
- La Favière
- Foncine-le-Bas
- Foncine-le-Haut
- Fontenu
- Fort-du-Plasne
- Fraroz
- La Frasnée
- Le Frasnois
- Gillois
- Grande-Rivière Château
- Hautecour
- Lac-des-Rouges-Truites
- Largillay-Marsonnay
- La Latette
- Longcochon
- Marigny
- Menétrux-en-Joux
- Mesnois
- Mièges
- Mignovillard
- Mournans-Charbonny
- Nozeroy
- Onglières
- Patornay
- Les Planches-en-Montagne
- Plénise
- Plénisette
- Pont-de-Poitte
- Rix
- Saffloz
- Saint-Laurent-en-Grandvaux
- Saint-Maurice-Crillat
- Saint-Pierre
- Saugeot
- Songeson
- Soucia
- Thoiria
- Uxelles
- Vertamboz